# باشگاه فوتبال شاف‌هاوزن
باشگاه فوتبال شاف‌هاوزن (انگلیسی: FC Schaffhausen) یک تیم فوتبال سوئیسی از شهر شاف‌هاوزن است. این باشگاه در لیگ چلنج فوتبال سوئیس بازی می‌کند.

## افتخارات
- لیگ سوئیس
  - لیگ چلنج فوتبال سوئیس
    - قهرمان: ۱۹۶۲-۱۹۶۳، ۲۰۰۳-۲۰۰۴
- جام‌ها
  - جام حذفی فوتبال سوئیس
    - نایب قهرمان: ۱۹۸۷-۱۹۸۸، ۱۹۹۳-۱۹۹۴